# Alex Seropian

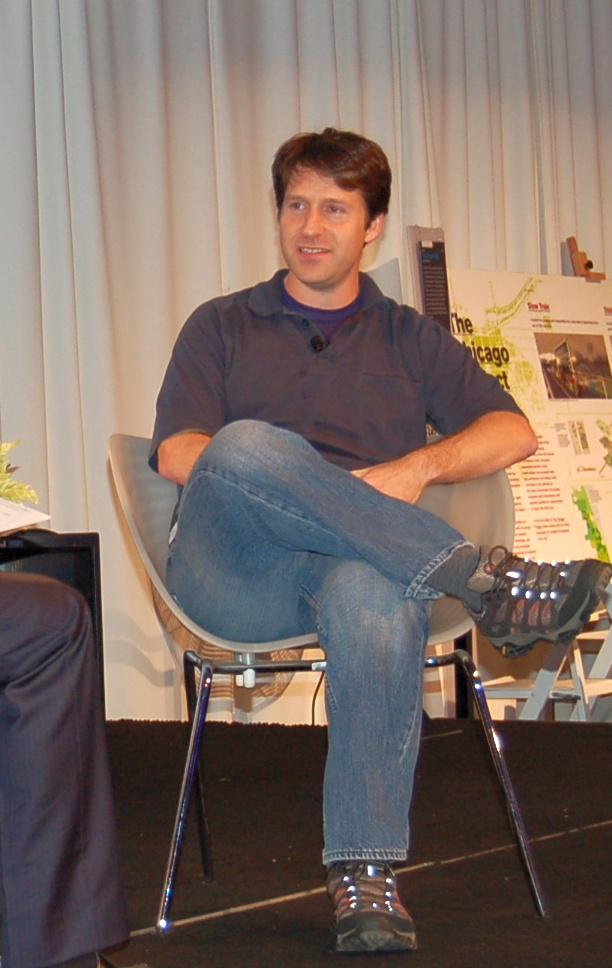
Alex Seropian 2008

Alexander Seropian (* 21. Oktober 1969 in New York City) ist ein US-amerikanischer Entwickler für Computerspiele und Mitbegründer des Unternehmens Bungie. Das Unternehmen ist bekannt für die Entwicklung einer der bekanntesten Videospielreihen, Halo für Windows und Xbox, sowie der Videospielreihen Marathon und Myth.

## Leben
Seropian wurde als Sohn von Richard und Susan Herach in New York geboren, lebte jedoch zeitweise bei seinem Großvater Yervant, einem Unternehmer, der sich mit Fotografie und Gravuren beschäftigte. Gemeinsam mit seinem damaligen Freund Jason Jones gründete der ehemalige Student der University of Chicago 1991 Bungie Software Products Corporation (kurz Bungie Software). 2004 verließ Seropian Bungie und gründete Wideload Games. Im September 2009 wurde er von der Walt Disney Company als Vice President und General Manager von Core-Games für die Disney Interactive Studios eingestellt. 2012 verließ Seropian Disney und gründete eine Firma, die ihren Fokus auf Videospiele für mobile Endgeräte richtet.